# 马拉帕尔泰别墅
马拉帕尔泰别墅（Casa Malaparte或Villa Malaparte）是意大利南部卡普里岛东侧悬崖上的一座住宅，是意大利现代和当代建筑的最佳范例之一。
该建筑在1937年由著名的意大利建筑师阿代尔伯托·利伯拉为马拉帕尔泰设计。但是马拉帕尔泰实际上拒绝了利伯拉的设计，而是当地石匠阿道夫阿米特拉诺的帮助下自己建造。

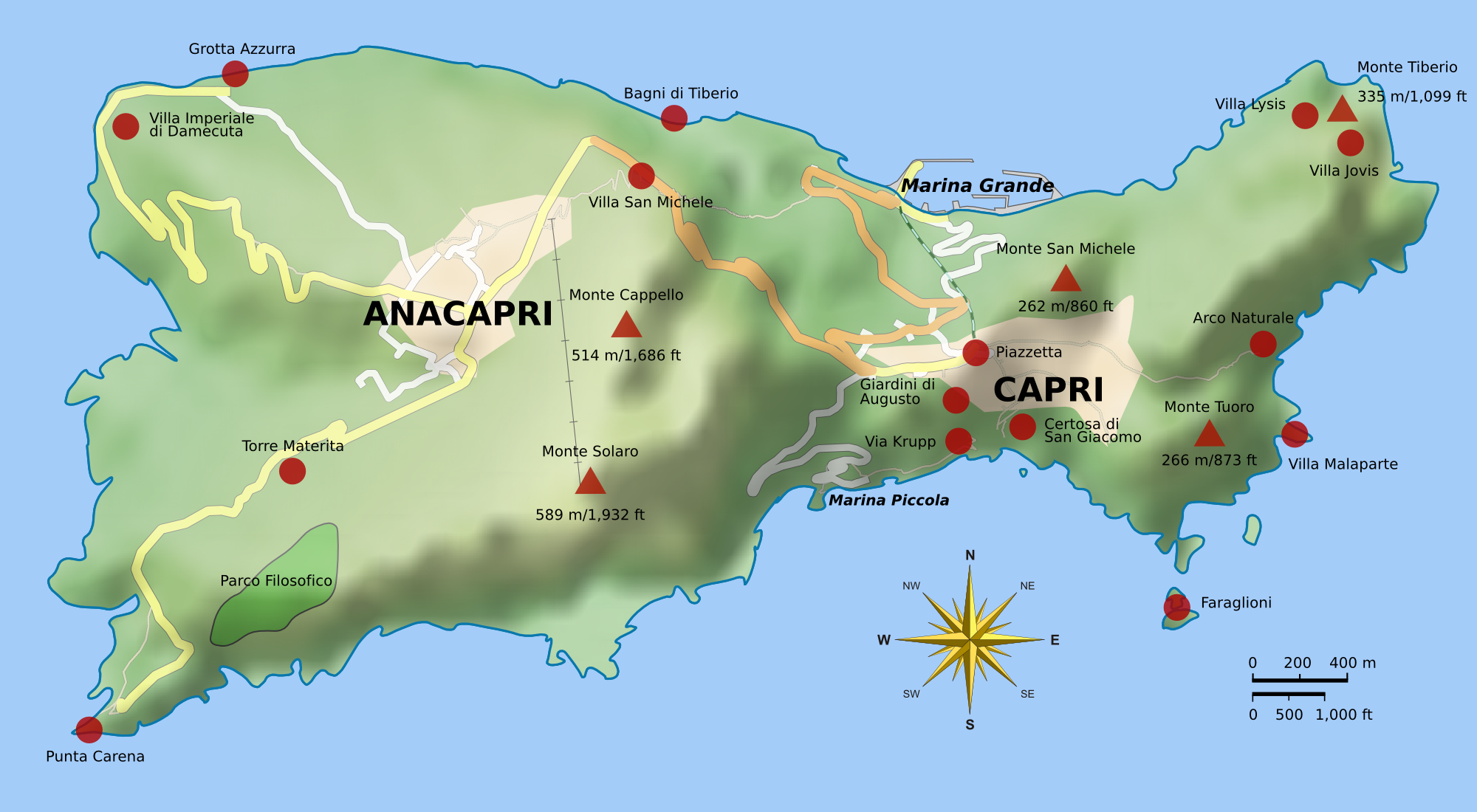
地图

1957年马拉帕尔泰去世后，该建筑被废弃，严重损毁。该建筑于1972年被捐赠给乔治·罗彻基金会。今天，该建筑用于研究和文化活动。